# 牧園
牧園（まきぞの）は、茨城県つくば市の地名。郵便番号は300-1241。

## 地理
つくば市の南部に位置し、筑波研究学園都市研究学園地区に属する。隣接する高野台と一体化した住宅街となっているが、かつては高野台が筑波郡谷田部町、牧園が稲敷郡茎崎町と自治体が違っていた為、町名も別のものが付けられた。
東・南は大井、西は高野台、北は市之台と接している。

### 地価
住宅地の地価は、2014年（平成26年）1月1日の公示地価によれば、牧園8番8の地点で3万7400円/m2となっている。

## 歴史

### 沿革
- 1974年（昭和49年） - 土地区画整理事業により成立。稲敷郡茎崎村牧園となる。[4]
- 1983年（昭和58年）1月1日 - 茎崎村の町制施行により稲敷郡茎崎町牧園となる。
- 2002年（平成14年）11月1日 - 茎崎町がつくば市に編入され、つくば市牧園となる。

### 町名の変遷
| 実施後 | 実施年月日                 | 実施前（各大字名ともその一部）                                       |
| ------ | -------------------------- | -------------------------------------------------------------------- |
| 牧園   | 1974年（昭和49年）11月22日 | 大字大井字長峰、大字市野台字葉ノ木谷、大字下横場字羽抜谷・字葉ノ木谷 |

## 世帯数と人口
2017年（平成29年）8月1日現在の世帯数と人口は以下の通りである。
| 大字 | 世帯数  | 人口  |
| ---- | ------- | ----- |
| 牧園 | 359世帯 | 689人 |

## 小・中学校の学区
市立小・中学校に通う場合、牧園全域が茎崎第一小学校、高崎中学校となる
。